# Leichtathletik-Europameisterschaften 1966/Medaillenspiegel
Dies ist der Medaillenspiegel der Leichtathletik-Europameisterschaften 1966, welche vom 30. August bis zum 4. September im ungarischen Budapest ausgetragen wurden. Bei identischer Medaillenbilanz sind die Länder auf dem gleichen Rang geführt und alphabetisch geordnet.
| Medaillenspiegel | Medaillenspiegel | Medaillenspiegel | Medaillenspiegel | Medaillenspiegel | Medaillenspiegel |
| Platz            | Land             | Gold             | Silber           | Bronze           | Gesamt           |
| ---------------- | ---------------- | ---------------- | ---------------- | ---------------- | ---------------- |
| 1                | DDR              | 8                | 3                | 6                | 17               |
| 2                | Polen            | 7                | 5                | 3                | 15               |
| 3                | UdSSR            | 6                | 7                | 7                | 20               |
| 4                | Frankreich       | 4                | 3                | 7                | 14               |
| 5                | Italien          | 3                | –                | –                | 3                |
| 6                | BR Deutschland   | 2                | 10               | 9                | 21               |
| 7                | Großbritannien   | 2                | –                | –                | 2                |
| 8                | Ungarn           | 1                | 4                | 3                | 8                |
| 9                | Bulgarien        | 1                | 1                | –                | 2                |
| 10               | Jugoslawien      | 1                | –                | –                | 1                |
| 10               | Tschechoslowakei | 1                | –                | –                | 1                |
| 12               | Belgien          | –                | 1                | 1                | 2                |
| 13               | Griechenland     | –                | 1                | –                | 1                |
| 13               | Rumänien         | –                | 1                | –                | 1                |
| Gesamt           | Gesamt           | 36               | 36               | 36               | 108              |